# El Reig (Taradell)
El Reig és una masia de Taradell (Osona) inclosa a l'Inventari del Patrimoni Arquitectònic de Catalunya.

## Descripció
Edifici civil. Masia de planta rectangular (18x14) coberta a dues vessants amb el carener perpendicular a la façana situada a migdia; consta de PB i 2 p. Està envoltada per un mur de tanca. A ponent s'obren dues finestres a la planta, 4 amb l'ampit motllurat i una fornícula.

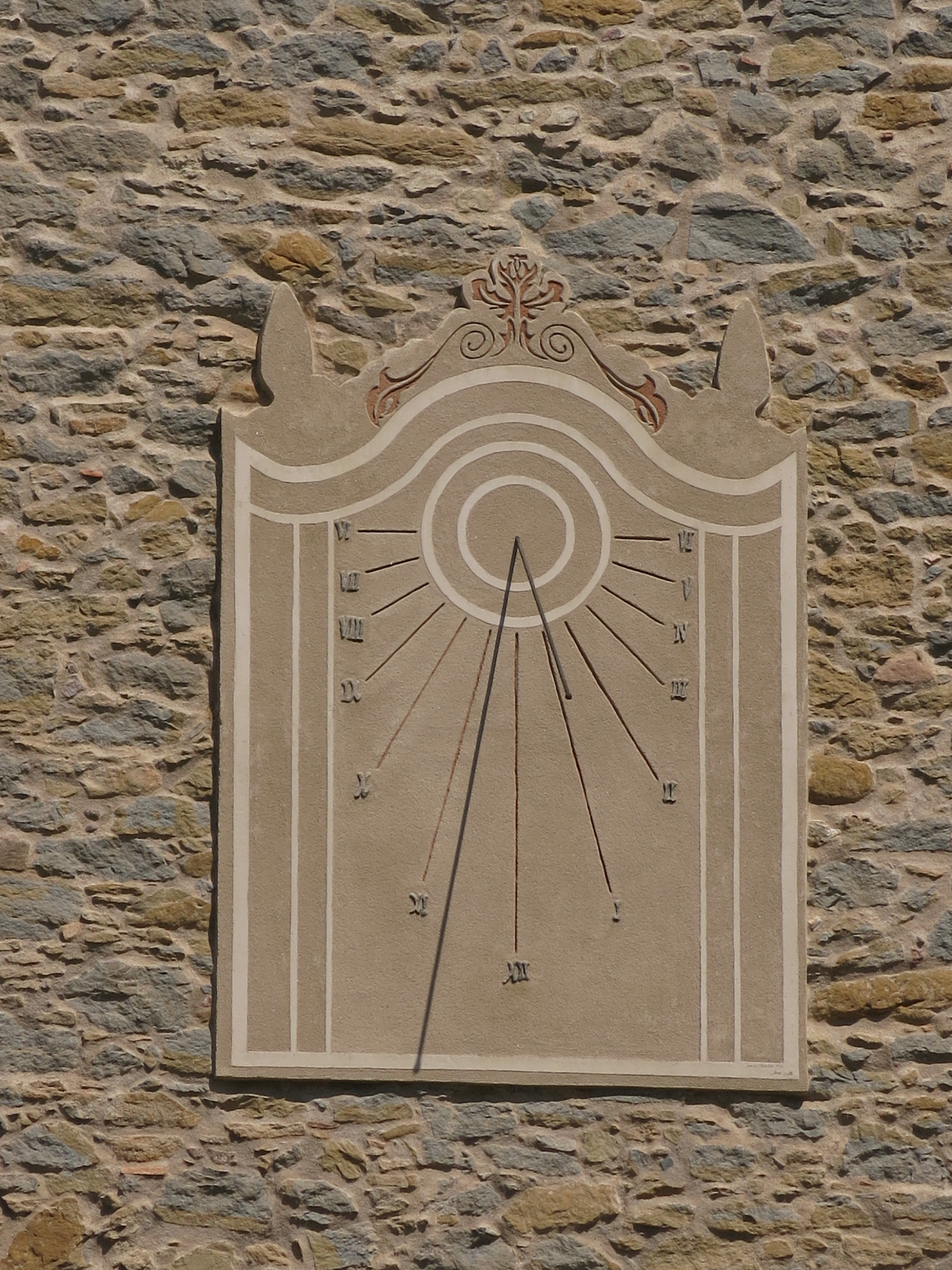
Rellotge de sol del Reig

 Al N. s'hi adossa un cos a la planta que fa les funcions de terrat, al 1er. p. 3 finestres i un portal d'accés al terrat, 2n p. una finestra. En aquest indret s'adossen al mur mig enrunats i separats uns 10m. de la casa. A llevant s'adossa un altre cos cobert amb terrat i al sector NE un cos cobert a una sola vessant seguint la direcció de la casa. La façana principal presenta un portal adovellat d'arc rebaixat i una finestra a la planta, 3 balcons de pedra al 1er. p. el central més gran. La llinda del central és datada i al damunt hi ha un rellotge de sol molt deteriorat.

## Història
Antic mas del qual en tenim notícies des de 1270 quan un fadristern del RAL o REAL la feu construir i per això se l'anomena el REAL DE LA SAGRERA. A principis del S.XVI entra al mas un pubill de Reig de Santa Eugènia, als fogatges de l'octubre de 1553 de la parròquia i terme de Tarradell hi consten diversos "Reig". La masia s'anomena REIG o REAL fins al S.XIX.
El mas fou renovat a les últimes dècades del 1700 com consta en una llinda.
El rellotge de sol, que encara avui conserva, fou construït segurament per Mn. Magí Reig i Real que als segles XVII i XVIII va escriure un tractat sobre els rellotges de sol. Els estadants actuals encara conserven la cognominació de Reig i en són propietaris.